# Roitham am Traunfall
Roitham am Traunfall (före december 2016 Roitham)  är en ort och kommun i Österrike. Den ligger i distriktet Gmunden i förbundslandet Oberösterreich, 190 km väster om huvudstaden Wien. 
Kommunen består av 27 orter (Ortschaften) (inom parentes invånarantal 1 januari 2024):

- Altmanning (40)
- Au (50)
- Auholz (5)
- Außerpühret (108)
- Außerroh (31)
- Bichlbauer (6)
- Bühl (15)
- Deising (60)
- Edt (13)
- Edtmayer (10)
- Hötzelsdorf (4)
- Innerroh (32)
- Kemating (196)
- Kirnbach (31)
- Lebl-Roith (14)
- Magling (16)
- Mitterbuch (47)
- Nöstling (12)
- Oberbuch (82)
- Palmsdorf (68)
- Roitham am Traunfall (1 094)
- Sandgasse (25)
- Stötten (73)
- Unterpühret (29)
- Vornbuch (28)
- Wangham (56)
- Watzing (13)